# ГЕС Bull Shoals
ГЕС Bull Shoals — гідроелектростанція у штаті Арканзас (Сполучені Штати Америки). Знаходячись після ГЕС Тейбл-Рок, становить нижній ступінь каскаду на Уайт-Рівер, правій притоці Міссісіпі (басейн Мексиканської затоки).
В межах проекту річку перекрили бетонною греблею висотою 80 метрів, довжиною 688 метрів та товщиною по основі 67 метрів, яка потребувала 1,6 млн м3 матеріалу. Вона утримує водосховище з площею поверхні 228,3 км2 та об'ємом 7,1 млрд м3 (в тому числі 2,9 млрд м3 зарезервовано для протиповеневих заходів).
Пригреблевий машинний зал обладнали вісьмома турбінами типу Френсіс — чотирма по 42,8 МВт та чотирма з показником 47,5 МВт. Ці гідроагрегати працюють при напорі від 39 до 72 метрів (номінальний напір 58 метрів).